# Hypocala tungusa
Hypocala tungusa är en fjärilsart som beskrevs av Ludwig Carl Friedrich Graeser 1890. Hypocala tungusa ingår i släktet Hypocala och familjen nattflyn. Inga underarter finns listade i Catalogue of Life.